# جراد کارمایکل
جراد کارمایکل (انگلیسی: Jerrod Carmichael؛ زادهٔ ۲۲ ژوئن ۱۹۸۷) بازیگر، کمدین و فیلم‌نامه‌نویس اهل ایالات متحده آمریکا است.
از فیلم‌ها یا برنامه‌های تلویزیونی که وی در آن نقش داشته‌است، می‌توان به تبدیل‌شوندگان: آخرین شوالیه و فردیناند اشاره کرد.